# Смит, Кик
Йоханнес Хризостомус «Кик» Смит (нидерл. Johannes Chrishostomus "Kick" Smit; 3 ноября 1911, Блумендал, Северная Голландия — 1 июля 1974, Харлем) — нидерландский футболист и тренер, выступавший на позиции левого полусреднего нападающего. Участник двух чемпионатов мира. Бо́льшую часть игровой карьеры провёл в клубе «Харлем». Один из лучших игроков нидерландского футбола. Газета «Haarlems Dagblad» назвала его лучшим спортсменом XX-го века из Харлема.

## Биография

### Клубная карьера
Футбольную карьеру начинал в чемпионате Католической футбольной ассоциации Харлема, играл за местные команды «Гел-Вит» и «Онзе Гезеллен». В 1932 году перешёл в клуб РКХ из Хемстеде, а в 1934 году стал игроком «Харлема», где провёл лучшие годы своей карьеры. В 1946 году помог завоевать первый и единственный титул чемпиона Нидерландов в истории клуба.

### Карьера в сборной
За национальную сборную дебютировал 11 марта 1934 года в товарищеском матче против сборной Бельгии (9:3) и отметился двумя забитыми мячами. В следующем матче 8 апреля 1934 года против сборной Ирландии (5:2) вновь оформил «дубль». На чемпионате мира 1934 года сыграл один матч, отличившись в проигранной встрече со Швейцарией. На чемпионате мира 1938 года провёл 120 минут в матче против сборной Чехословакии (3:0). Всего за 29 матчей отличился 26 раз.

### Карьера тренера
С 1950 по 1956 год тренировал родной «Харлем», а затем два года был главным тренером АЗ.

## Статистика

### Матчи Смита за сборную Нидерландов
| Матчи Смита за сборную Нидерландов | Матчи Смита за сборную Нидерландов | Матчи Смита за сборную Нидерландов | Матчи Смита за сборную Нидерландов | Матчи Смита за сборную Нидерландов | Матчи Смита за сборную Нидерландов |
| ---------------------------------- | ---------------------------------- | ---------------------------------- | ---------------------------------- | ---------------------------------- | ---------------------------------- |
| №                                  | Дата                               | Соперник                           | Счёт                               | Голы Смита                         | Соревнование                       |
| 1                                  | 11 марта 1934                      | Бельгия                            | 9:3                                | 2                                  | Товарищеский матч                  |
| 2                                  | 8 апреля 1934                      | Ирландия                           | 5:2                                | 2                                  | Чемпионат мира 1934 (отбор)        |
| 3                                  | 29 апреля 1934                     | Бельгия                            | 4:2                                | 1                                  | Чемпионат мира 1934 (отбор)        |
| 4                                  | 10 мая 1934                        | Франция                            | 4:5                                | 1                                  | Товарищеский матч                  |
| 5                                  | 27 мая 1934                        | Швейцария                          | 2:3                                | 1                                  | Чемпионат мира 1934                |
| 6                                  | 4 ноября 1934                      | Швейцария                          | 4:2                                | 1                                  | Товарищеский матч                  |
| 7                                  | 17 февраля 1935                    | Германия                           | 2:3                                | 1                                  | Товарищеский матч                  |
| 8                                  | 31 марта 1935                      | Бельгия                            | 4:2                                | —                                  | Товарищеский матч                  |
| 9                                  | 12 мая 1935                        | Бельгия                            | 2:0                                | 1                                  | Товарищеский матч                  |
| 10                                 | 18 мая 1935                        | Англия                             | 0:1                                | —                                  | Товарищеский матч                  |
| 11                                 | 3 ноября 1935                      | Дания                              | 3:0                                | 1                                  | Товарищеский матч                  |
| 12                                 | 8 декабря 1935                     | Ирландия                           | 5:3                                | 1                                  | Товарищеский матч                  |
| 13                                 | 12 января 1936                     | Франция                            | 6:1                                | —                                  | Товарищеский матч                  |
| 14                                 | 29 марта 1936                      | Бельгия                            | 8:0                                | 1                                  | Товарищеский матч                  |
| 15                                 | 3 мая 1936                         | Бельгия                            | 1:1                                | —                                  | Товарищеский матч                  |
| 16                                 | 1 ноября 1936                      | Норвегия                           | 3:3                                | 1                                  | Товарищеский матч                  |
| 17                                 | 2 мая 1937                         | Бельгия                            | 1:0                                | —                                  | Товарищеский матч                  |
| 18                                 | 31 октября 1937                    | Франция                            | 2:3                                | 2                                  | Товарищеский матч                  |
| 19                                 | 28 ноября 1937                     | Люксембург                         | 4:0                                | 1                                  | Чемпионат мира 1938 (отбор)        |
| 20                                 | 27 февраля 1938                    | Бельгия                            | 7:2                                | 4                                  | Товарищеский матч                  |
| 21                                 | 3 апреля 1938                      | Бельгия                            | 1:1                                | —                                  | Чемпионат мира 1938 (отбор)        |
| 22                                 | 5 июня 1938                        | Чехословакия                       | 0:3                                | —                                  | Чемпионат мира 1938                |
| 23                                 | 26 февраля 1939                    | Венгрия                            | 3:2                                | —                                  | Товарищеский матч                  |
| 24                                 | 19 марта 1939                      | Бельгия                            | 4:5                                | 1                                  | Товарищеский матч                  |
| 25                                 | 23 апреля 1939                     | Бельгия                            | 3:2                                | —                                  | Товарищеский матч                  |
| 26                                 | 7 мая 1939                         | Швейцария                          | 1:2                                | 1                                  | Товарищеский матч                  |
| 27                                 | 17 марта 1940                      | Бельгия                            | 1:7                                | 1                                  | Товарищеский матч                  |
| 28                                 | 12 мая 1946                        | Бельгия                            | 6:3                                | 1                                  | Товарищеский матч                  |
| 29                                 | 27 ноября 1946                     | Англия                             | 2:8                                | 1                                  | Товарищеский матч                  |

Итого: 29 матчей / 26 голов; 16 побед, 3 ничьи, 10 поражений.

## Личная жизнь
Отец — Петрюс Смит, был родом из Бевервейка, мать — Йоханна Гезина Пренен, родилась в Блумендале. Родители поженились в июне 1907 года — на момент женитьбы отец был помощником флориста.
Женился в возрасте 25 лет — его супругой стала 20-летняя Мария Вилхалда Рёйтер, уроженка Верверсхофа. Их брак был зарегистрирован 3 февраля 1937 года в Харлеме.
Скончался 1 июля 1974 года в Харлеме.

## Достижения
«Харлем»
- Чемпион Нидерландов: 1945/46